# Slutförvaring av radioaktivt avfall

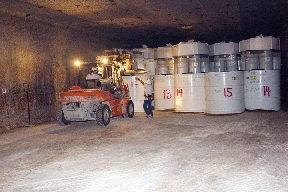
Tekniker placerar kärnavfall nära Carlsbad, New Mexico

Slutförvaring av radioaktivt avfall är en form av avfallshantering av radioaktivt avfall, exempelvis i form av uttjänt kärnbränsle, vissa komponenter i kärnkraftverk och radioaktiva ämnen som utnyttjats för tekniska och medicinska ändamål. Det är ett alternativt vägval i kärnbränslecykeln. Om avfallet inte betraktas som en nyttig resurs, som senare generationer kan tänkas vilja utnyttja, måste förvaringsplatsen avskiljas för hundratusentals år. 
Olika metoder för slutförvaring av långlivat avfall studeras. Metoderna är beroende av bland annat materialets halveringstid och platsens förutsättningar.

## Möjligt svenskt slutförvar
Den 27 januari 2022 beslutade Regeringen Andersson att tillåta slutförvar av använt kärnbränsle i Forsmark, Östhammars kommun. Samtidigt beslutade regeringen även att tillåta en inkapslingsanläggning som behövs för att hantera det använda kärnbränslet i Oskarshamns kommun. Slutförvaret bygger på metoden KBS-3, som innebär att tre olika barriärer skyddar från strålning. Barriärerna utgörs först av kopparkapslar, därefter av bentonitlera och slutligen av berget där förvaret kommer att vara insprängt. Efter regeringens beslut prövades ärendet även i Mark- och miljödomstolen. Den 24 oktober 2024 beviljade Mark- och miljödomstolen vid Nacka tingsrätt tillstånd för verksamheten med villkor kring hur verksamheten får bedrivas.

## Påbörjade och tänkta anläggningar för slutförvar
- Argentina: Sierra del Medio(es)
- Finland: Onkalo
- Sverige: SFR vid Forsmarks kärnkraftverk
- Tyskland: Erkundungsbergwerk Gorlebe(de)
- USA: Yucca Mountain och Waste Isolation Pilot Plant